# 動力計

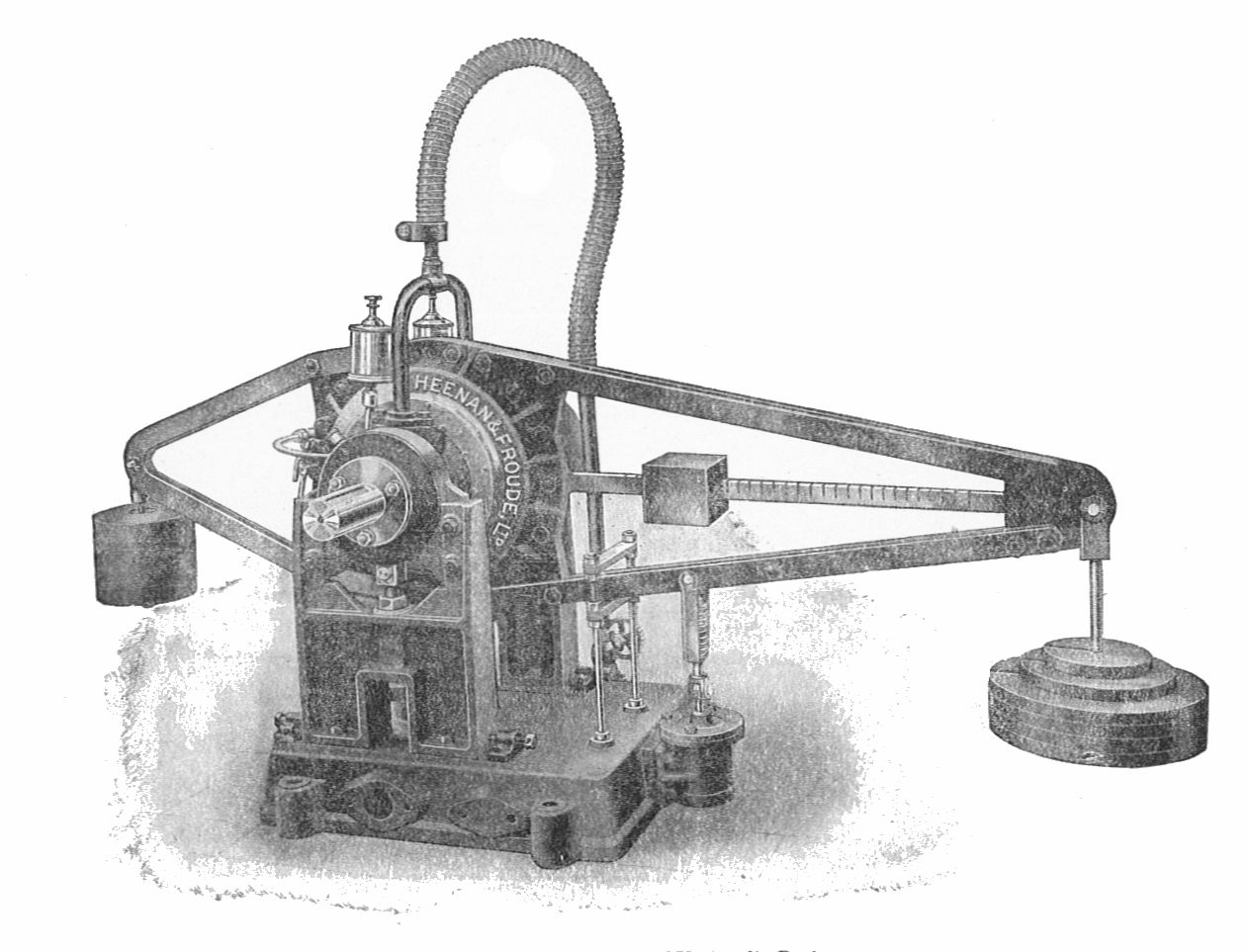
早期的液壓式動力計，是利用呆重（dead-weight）的力矩量測方式

動力計（dynamometer）也稱為測力計或測功計，簡稱dyno，是一種量測力、力矩及功率的設備。例如引擎、電動機或是其他旋轉式原動機產生的功率都可以用動力計量測其力矩及轉速（RPM）。
動力計除了量測待測試設備（MUT）的功率或是力矩特性外，也可以配合其他的設備使用。像美国国家环境保护局訂定引擎或是整車的排放測試標準時，就是利用動力計來模擬不同的道路及負載情形，引擎會用引擎動力計來測試，整車會用底盤動力計來測試。動力計除了簡單的功率及力矩量測外，也可以用在許多的引擎開發測試平台中，例如校正引擎控制器，較深入的探討引擎不同轉速下的燃燒特性等。
在醫療上，手持的測力計會用來做例外性的握力或是手力檢查，以及手部受傷或功能障碍患者的初期評估及治療過程中的評估。若有病人的頸神經根或週邊神經可能受損，也可以用測力計測量其握力。
在復健及運動機能學中，也會用測力計來量測受試者背部、手部或是腿部的出力情形，以便評估其體能狀態、表現或是其任務需求。一般會在槓桿上施力，或是藉由繩索施力，再將力傳送到滑輪上，再配合測力計來量測。

## 動力計的細節說明

電子式動力計，其中有發動機、力矩量測裝置以及轉速計

動力計會包括吸收能量單元（或是吸收能量單元以及驅動單元）．一般也會有量測力矩以及轉速的裝置。能量單元會有裝在外殼內的轉子。轉子和發動機或待測設備耦合，可以旋轉到測試需要的速度。在動力計的轉子和外殼之間，會有其他裝置產生剎車力矩。產生剎車力矩的方式可能透過摩擦、液體、電磁或是其他方式。
在動力計外殼上會有量測力矩的裝置，此裝置受到力矩臂的限制，不受限制時可以自由旋轉。力矩臂的另一端會有計重秤，計算讓此裝置不轉動時所需要的力，再乘以力矩臂到轉矩中心的距離，即可得到力矩。也有些動力計用荷重元傳感器代替計重秤，產生對應力的信号，來計算力矩。
另一種作法是將發動機接到扭力感測器上，其產生的信號就對應力矩。
若是電子式的吸收單元，可以用吸收單元所吸收的電流來計算力矩，現在用此方式量測力矩是較不準確，不過有時可以適用。
若力矩和速度訊號都可以量測，就可以將這些信號送到資料擷取系統，自動記錄。也可以用繪圖記錄相關資料，或是繪製速度-轉矩曲線。